# Méricourt (Pas-de-Calais)
Méricourt é uma comuna francesa na região administrativa de Altos da França, no departamento de Pas-de-Calais. Estende-se por uma área de 7,53 km². Em 2010 a comuna tinha 11 415 habitantes (densidade: 1 515,9 hab./km²).

## Demografia
| 1962 | 1968   | 1975   | 1982   | 1990   | 1999   | - | - | - |
| --- | ------ | ------ | ------ | ------ | ------ | - | - | - |
| 13 200 | 13 416 | 13 806 | 13 273 | 12 330 | 11 723 | - | - | - |
| Para os censos de 1962 a 2006 a população legal corresponde à popolução sem duplicidades, segundo define o INSEE. |        |        |        |        |        |   |   |   |